# 速度表示灯

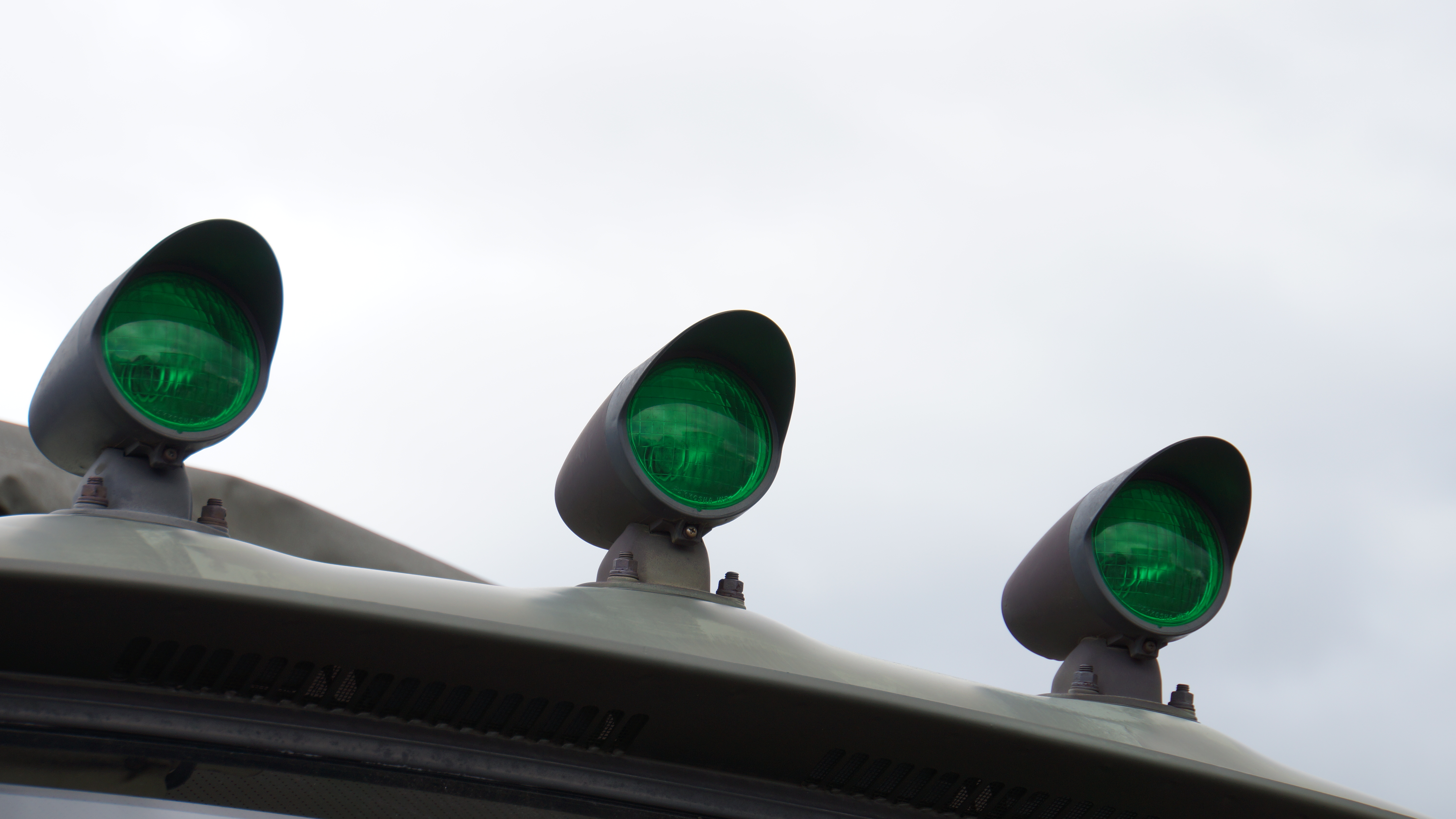
いすゞ・HTS12Gキャビン上にある速度表示灯。

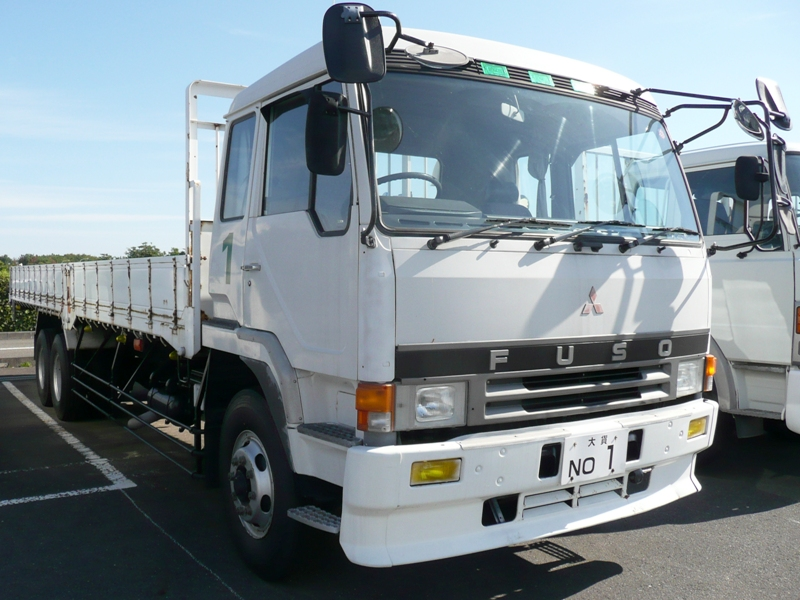
1990年式の三菱ふそう・ザ・グレート。キャビン上にある3つの四角い緑色のランプが速度標識灯。

速度表示灯（そくどひょうじとう）は、かつて日本の大型トラック（車両総重量8トン以上または最大積載量5トン以上）に義務付けられていた灯火類（自動車保安部品）の一種。
道路運送車両法第3章の規定に基づく省令「道路運送車両の保安基準」48条において、1967年（昭和42年）8月以降の大型貨物自動車は、屋根上の正面から見てすぐ分かる位置に速度を示すランプをつけることが義務付けられた。
これは大型貨物車（大型トラック）にのみ義務付けられたものであり、小・中型トラックおよび大型バスには義務付けられていないが、それらの車両への取り付けは禁止はされていない。

## 概要
以下法律の抜粋を記事にするうえで一部改変したもの。
1. 速度表示装置は、下表に掲げる速度で走行する場合に後に示す個数の灯火（以下「速度表示灯」という。）を自動的に点灯する構造であること。
　40km/h以下（※）…1つ点灯
　40km/h超60km/h以下…2つ点灯
　60km超…3つ点灯
2. 速度表示灯には、自動車の電源スイッチを除き、速度表示灯を容易に消灯できる手動スイッチ等を設けるものでないこと。
3. 速度表示灯は、前方 100m の距離から点灯している灯火の数を確認できるものであること。
4. 速度表示灯の灯光の色は、黄緑色であること。
5. 速度表示灯の表示は、平坦な舗装路面での走行時において、著しい誤差のないものであること。
6. 速度表示装置は、運転者が運転者席においてその作動状態を確認できる灯火その他の装置を備えたものであること。

すなわち、走行しているトラックを前から見ると、速度表示灯以下のように見えることになる。
| 速度域     | 点灯数 | 前方からの見え方 |
| ---------- | ------ | ---------------- |
| 60km/h超   | 3個    | 灯               |
| 40km/h超   | 2個    | 灯 滅 灯         |
| 40km/h以下 | 1個    | 滅 灯            |
| 停車時     | なし   | 滅               |

しかし、上で「※」により示した「40km/h以下で1つ点灯」であるが、点灯し始める速度について、法規上は「点灯開始速度は、技術的に可能な限り低い速度とし、いかなる場合にあっても 20km/hを超えてはならない」とある。
つまり厳密に言うと走り始めてすぐに1つ目を点灯させなければならない（そして20km/hを超えてはならない）のであるが、実際はかなり動いてから点灯する個体もあり、「20km/hで1つ目が点灯する」と誤解している人も多い。また、当時の車両に関しては球切れのまま長期間放置されているケースが多く、実際に点灯させて走っている場面を目にする機会は少ない。見た目の問題からアフターパーツのランプカバーで覆うドライバーもいる。

## 問題
1967年に制定されて以来、この速度表示灯の義務により、とりわけ欧米メーカーの輸入トラックにおいて弊害となった。
日本のみの法律であるため、海外製の大型トラックを日本に輸入する際、新たにこの速度表示灯を取り付けなければ保安基準を満たしていないと判断され、認可が下りなかった。そのため速度表示灯を取り付けるためにデザインの変更と改造費用がかかることとなった。
またこれは、パッと見ただけでは分かりにくい車両の速度を、視覚的・直感的に（大まかではあるが）分かりやすく見分けられるために取り入れた制度ではあったが、運転免許講習を受けていない一般人には速度表示灯の持っている意味すら知らない者が多かった。

## 廃止
以上のような
- トラックを輸入する際の弊害
- 一般への認知度の低さ

が問題となり、1999年の法改正により廃止された。その代替として、大型トラックには90km/hで動作するスピードリミッターの装着が義務付けられている。しかしその後の国産トラックでも2003年頃までは標準装着された。2002年頃から一部の車種のマイナーチェンジで速度灯が廃止されるようになり、2004年頃には全ての車種で新車装着がなくなった。

## 韓国でのケース

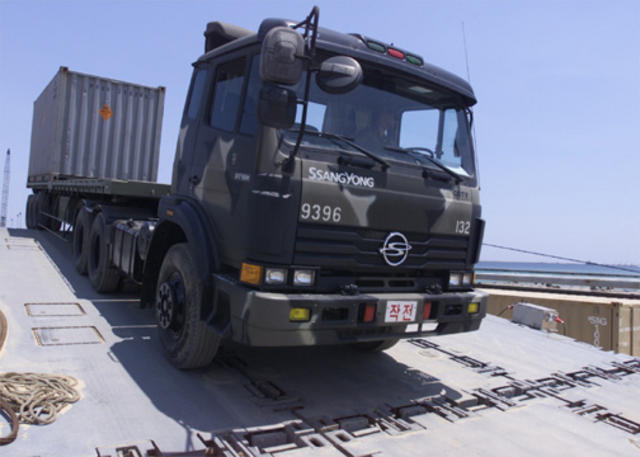
1990年代に製作したサンヨン・SYトラック(軍用)。キャビン上にある2つの緑色のランプ、中央の1つの赤色のランプが速度標識灯。

韓国では1978年、日本の「道路運送車両の保安基準」48条を参照して制定した道路運送車両保安規則(どうろうんそうしゃりょうほあんきそく／도로운송차량보안규칙)46条の2によって1978年11月以降の最大積載量4トン以上の貨物自動車と高速バスは、屋根上の正面から見てすぐ分かる位置に速度を示すランプをつけることが義務付けられた。
1979年に速度表示灯の点灯基準が定められ、1981年には点灯基準の速度が10km/hが上向きになった。日本と違って中央灯光の色が赤色だった。
この制度は1987年以後自動車安全基準に関する規則(じどうしゃあんぜんきじゅんにかんするきそく／朝鮮語: 자동차안전기준에 관한 규칙)で改正された以後から10年後の1997年、日本と似た二つの問題となり、スピードリミッターが装着したトラックとバス(韓国でのトラックとバスに対するスピードリミッターの義務装着は1996年以降)に対する速度表示灯の義務的な装着しなくなり、2001年の法改正により廃止された。
| 速度域     | 速度域     | 点灯数 | 前方からの見え方 |
| 高速バス   | トラック   | 点灯数 | 前方からの見え方 |
| ---------- | ---------- | ------ | ---------------- |
| 100km/h超  | 80km/h超   | 3個    | 灯               |
| 80km/h超   | 50km/h超   | 2個    | 灯 滅 灯         |
| 80km/h以下 | 50km/h以下 | 1個    | 滅 灯            |
| 停車時     | 停車時     | なし   | 滅               |